# Lesy města Brna
Lesy města Brna, a.s. jsou akciová společnost se sídlem v Kuřimi. Ředitelem společnosti je Ing. Jiří Neshyba. Hlavní činností je odborná správa a rozvoj lesního majetku statutárního města Brna a některých okolních obcí, podnikání a plnění veřejných služeb s obecně prospěšným posláním. V současné době činí výměra lesů 8 220 ha, což je největší městský majetek v České republice.

## Historie
V roce 1992 byla zřízena příspěvková organizace Lesy města Brna, která měla zajistit odbornou správu v městských lesích. V roce 1994 vznikla z příspěvkové organizace nová organizace Lesy města Brna, spol. s r.o., která však byla 28. června 2006 Zastupitelstvem města Brna změněna na akciovou společnost. K 31. prosinci 2010 bylo jediným akcionářem statutární město Brno.

## Organizační struktura
Společnost je organizačně členěna na:
- ústředí společnosti
- lesní správy, které jsou celkem tři (Lipůvka, Deblín a Brno)[4].

- hospodářská střediska (Lesní školky Svinošice, pila Bystrc, manipulačně expediční sklad Rájec-Jestřebí, středisko dopravy a služeb)[5].

## Naučné stezky
V současné době[kdy?] existují celkem 4 naučné stezky:
- Holedná – vybudovaná v roce 2006[6], prochází oborou Holedná[7] a obsahuje celkem 7 naučných tabulí
- Brněnská – vybudovaná v roce 2010, 9 naučných tabulí, výchozí bod v Brně–Štýřicích, dále v trase cyklostezky podél řeky Svratky až na Kamenný vrch
- Lipůvecká – vybudovaná v roce 2010, 9 naučných tabulí, výchozí bod je z obce Hořice
- Deblínská - vybudovaná v roce 2010, 6 naučných tabulí, výchozí bod je nedaleko deblínského rybníka nebo v blízkosti parkoviště u silnice Deblín – Svatoslav

## Chráněná území v lesích spravovaných společností
Na plochách spravovaných Lesy města Brna se nacházejí tato chráněná území:
- Přírodní rezervace Slunná
- Přírodní park Údolí Bílého potoka
- Přírodní park Baba
- Přírodní rezervace Babí lom
- Přírodní rezervace Kamenný vrch
- Přírodní památka Údolí Kohoutovického potoka
- Přírodní rezervace Bosonožský hájek
- Přírodní rezervace Černovický hájek